# Grzegorz Szymański (siatkarz)

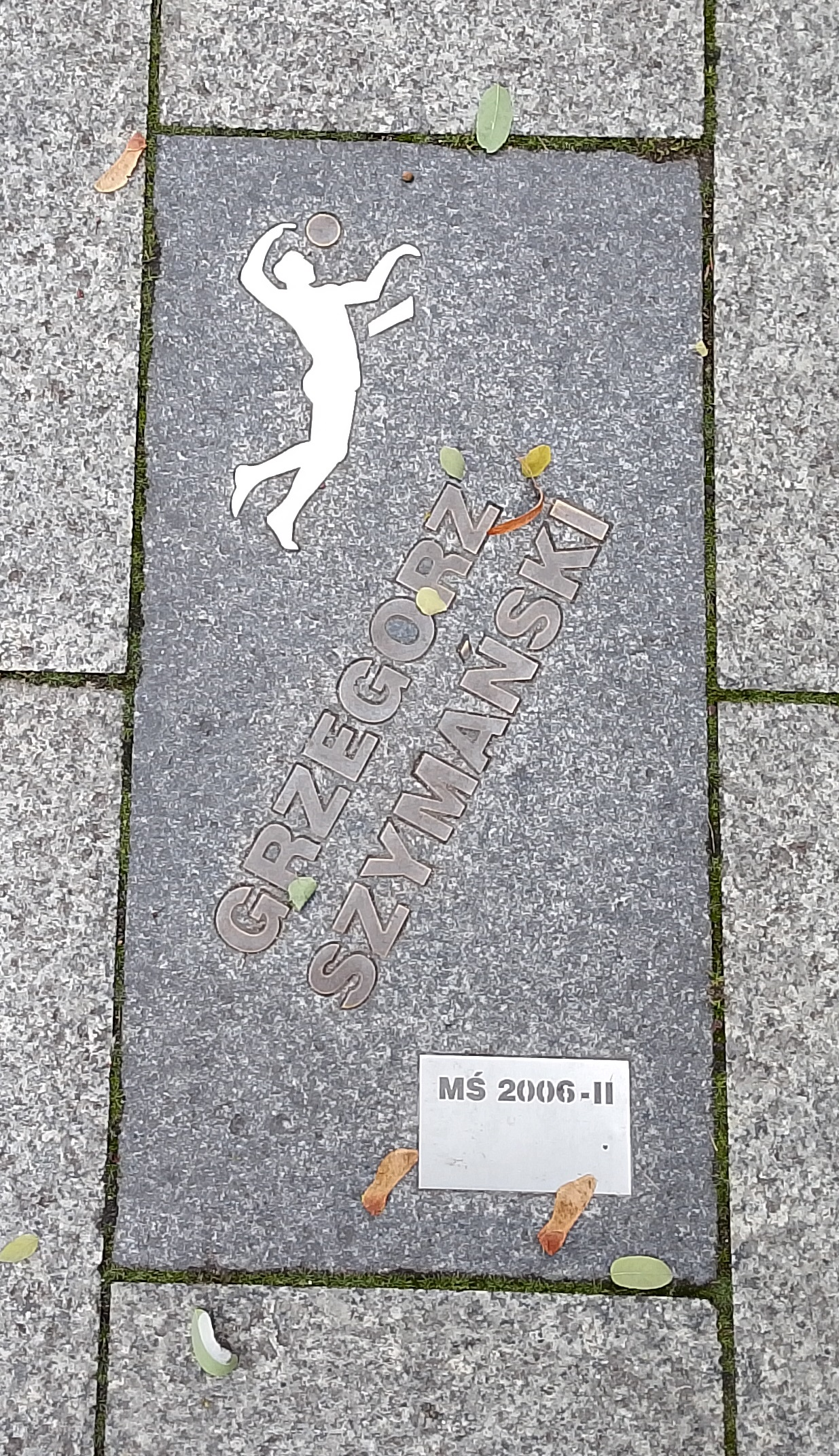
Tablica Grzegorza Szymańskiego w Siatkarskiej Alei Gwiazd w Bełchatowie

Grzegorz Krzysztof Szymański (ur. 12 lipca 1978 w Ostrowcu Świętokrzyskim) – polski siatkarz, reprezentant kraju.
Obecnie jest komisarzem meczów siatkówki Plusligi.
Mąż Magdaleny oraz ojciec Oliwii i Arkadiusza.
Grzegorz Szymański swoją karierę rozpoczynał w Ostrovii Ostrowiec Świętokrzyski, potem trafił do Szkoły Mistrzostwa Sportowego w Rzeszowie, później grał przez trzy lata w Sosnowcu. Od 2000 roku grał w zespole z Częstochowy (z półrocznym wypożyczeniem do EKS Skry Bełchatów), następnie zaś dla Jastrzębskiego Węgla. Kolejne dwa sezony grał dla AZS-u Olsztyn, następne dwa zaś dla Delecty Bydgoszcz. 27 czerwca 2011 roku podpisał dwuletni kontrakt z AZS-em Politechniką Warszawską.
17 lipca 2013 roku wrócił po 4 latach przerwy do AZS-u Olsztyn.
Pierwszy raz zagrał w seniorskiej reprezentacji pod kierunkiem trenera Ireneusza Mazura w 1998 roku w debiucie Polski w Lidze Światowej, miał wtedy 19 lat. Polska grała w tamtym turnieju z Rosją, Brazylią oraz z Jugosławią. Szymański był zmiennikiem Pawła Papke.
Grzegorz Szymański był jednym ze "Złotych Chłopców Mazura", którzy w 1995 roku zdobyli brązowy medal w mistrzostwach Europy kadetów w Barcelonie, rok później złoty na mistrzostwach Europy juniorów w Izraelu, a w 1997 roku złoty medal na mistrzostwach Świata w Bahrajnie.

## Sukcesy klubowe
Liga polska:
- 2001, 2003, 2006, 2007
- 2002, 2004, 2005, 2008

Puchar Challenge:
- 2012

## Sukcesy reprezentacyjne
Mistrzostwa Europy Kadetów:
- 1995

Mistrzostwa Europy Juniorów:
- 1996

Mistrzostwa Świata Juniorów:
- 1997

Mistrzostwa Świata:
- 2006

## Nagrody indywidualne i wyróżnienia
- Złoty Krzyż Zasługi – 6 grudnia 2006[3].

## Statystyki zawodnika w reprezentacji Polski
| Impreza                                | Punkty z ataku | Punkty z bloku | Asy serwisowe | Suma |
| Liga Światowa 2005                     | 113            | 6              | 6             | 125  |
| Kwalifikacje do Mistrzostw Świata 2006 | 24             |                |               | 24   |
| Liga Światowa 2006                     | 36             | 1              | 2             | 39   |
| Mistrzostwa Świata 2006                | 25             | 3              |               | 28   |
| Liga Światowa 2007                     | 48             | 1              | 1             | 50   |